# Scream Dream
Scream Dream es el sexto álbum de estudio del guitarrista estadounidense Ted Nugent, lanzado en 1980. El disco marcó la salida del baterista Cliff Davies de la agrupación. Contiene la reconocida canción Wango Tango.

## Lista de canciones
1. "Wango Tango" – 4:50
2. "Scream Dream" – 3:18
3. "Hard as Nails" – 3:39
4. "I Gotta Move" – 2:18
5. "Violent Love" – 2:54
6. "Flesh and Blood" – 4:44
7. "Spit It Out" – 3:53
8. "Come and Get It" – 3:18
9. "Terminus El Dorado" – 4:13
10. "Don't Cry (I'll Be Back Before You Know It Baby)" – 2:21

## Personal
- Ted Nugent - guitarra, voz
- Charlie Huhn - guitarra, voz
- Dave Kiswiney - bajo
- Cliff Davies - batería